# Bulian (Bajenis)
Bulian is een bestuurslaag in het regentschap Tebing Tinggi van de provincie Noord-Sumatra, Indonesië. Bulian telt 5765 inwoners (volkstelling 2010).